# Eupterote ignavus
Eupterote ignavus är en fjärilsart som beskrevs av Swinhoe 1886. Eupterote ignavus ingår i släktet Eupterote och familjen Eupterotidae. Inga underarter finns listade i Catalogue of Life.